# فلافيا دي أوليفيرا
فلافيا دي أوليفيرا (بالبرتغالية: Flávia de Oliveira‏) ( مواليد 17 يوليو 1983 في لوندرينا ) عارضة أزياء برازيلية، شارك في أكثر من عرض من عروض أزياء فيكتوريا سيكريت، كما انها ظهرت في عروض مثل ديور، فالنتينو، ميسوني، إيلي صعب، وشانيل. ظهرت في إعلانات لماركات مثل بلومارين، دولتشي آند غابانا، مايكل كورز، و سالفاتوري فيراغامو.

## روابط خارجية
- فلافيا دي أوليفيرا على موقع IMDb (الإنجليزية)
- فلافيا دي أوليفيرا على موقع قاعدة بيانات الفيلم (الإنجليزية)
- فلافيا دي أوليفيرا على موقع كينوبويسك (الروسية)
- فلافيا دي أوليفيرا على موقع دليل عارضات الأزياء (الإنجليزية)